# DNA Motors

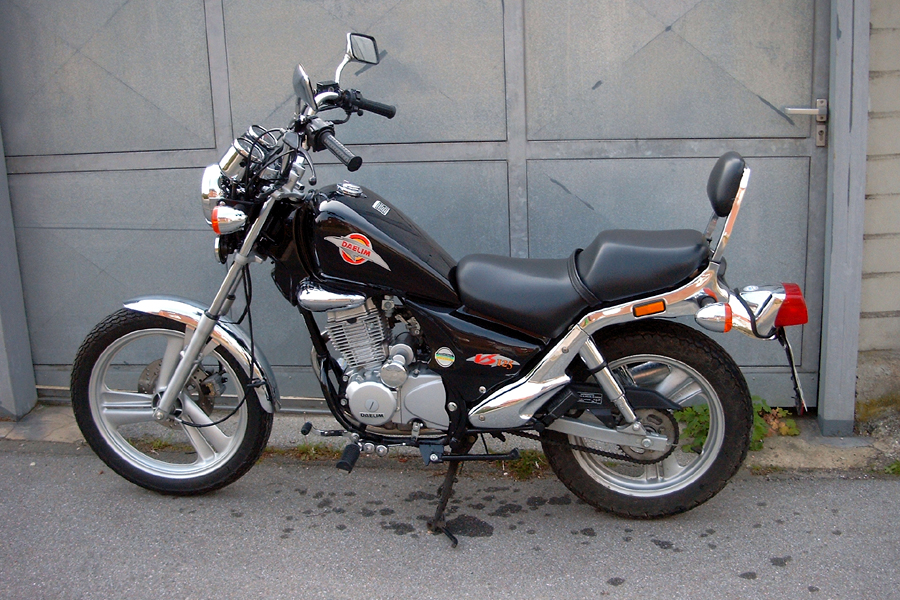
Daelim VS 125

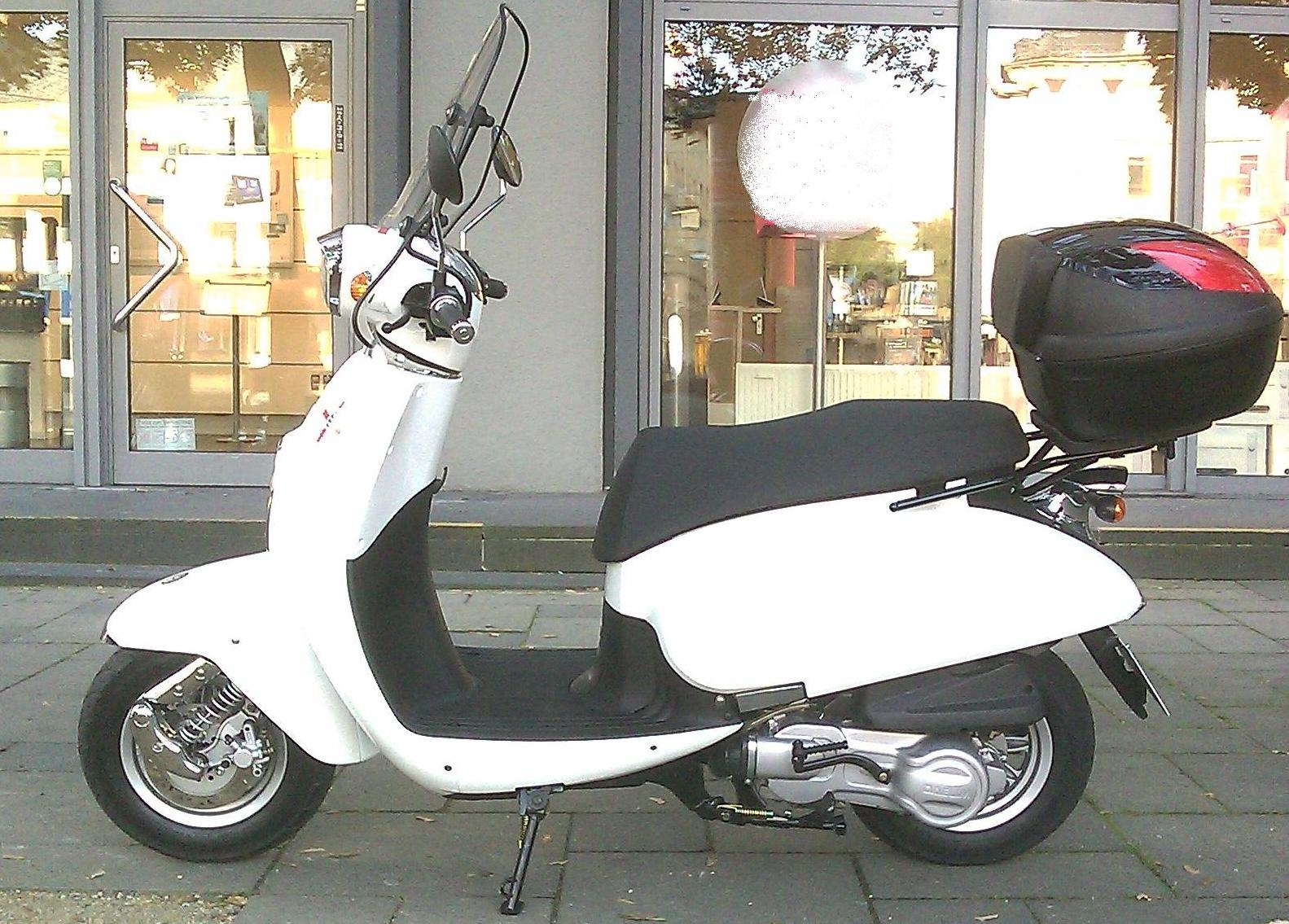
Daelim Besbi (2010)

Daelim Motor Co., Ltd. is een Koreaans merk van motorfietsen.
Zuid-Koreaans motormerk dat net als de meeste Koreaanse en Taiwanese concurrenten Japanse blokjes gebruikt. In het geval van Daelim is dat een gemoderniseerd Honda CB 125-blokje. In eerste instantie bouwde Daelim min of meer eigen modellen naar Hodaka-ontwerp, maar na de gedwongen fusie - een regeringsbesluit - met Kia kwam het merk onder invloed van Honda, dat al met Kia samenwerkte. Het merk is ook bekend als DLM.